# The Rezillos
The Rezillos, conosciuti per alcuni anni con il nome The Revillos, sono un gruppo musicale scozzese. Il loro stile è un punk pop leggero e scanzonato che fonde melodie "anni sessanta" a citazioni glam, rock 'n' roll e beat. Durante la loro discontinua carriera, i Rezillos divennero celebri anche grazie a diversi singoli inseriti nelle classifiche britanniche.

## Storia

### 1976 - 1978
I Rezillos furono fondati a Edimburgo nel 1976 ed erano composti da studenti d'arte divenuti musicisti autodidatti. Dopo aver suonato rock 'n' roll per un breve periodo, la band fece la sua prima apparizione live alla Teviot Row House dell'Università di Edimburgo. In quell'occasione, i Rezillos erano composti da Alan Forbes (voce), Dave Smythe (basso elettrico), Jo Callis (chitarra solista), Mark Harris (chitarra ritmica), Ali Paterson (batteria), Alistair Donaldson (sassofono), Sheila Hynde e Gayle Warning (coro). Queste ultime studiavano design della moda e indossavano sul palco abiti corti in stile Mary Quant. L'anno dopo, i Rezillos ottennero il loro primo successo con il singolo I Can't Stand My Baby, uscito per l'etichetta indipendente Sensible.
Nel luglio 1977, Gayle Warning, Mark Harris e Dave Smythe lasciarono la band, mentre il sassofonista Donaldson divenne il nuovo bassista. I cinque membri rimasti firmarono un contratto con la Sire e pubblicarono il singolo Top of the Pops e l'album di debutto Can't Stand the Rezillos, contenente diverse cover, che raggiunsero rispettivamente la posizione numero 17 e 16 delle classifiche britanniche nell'agosto 1978. Dopo l'uscita dell'album, Donaldson fu sostituito da Simon Templar. A causa di divergenze interne, la band si sciolse dopo un tour di addio nel dicembre 1978. Tale esperienza è documentata nell'album live Mission Accomplished ... But the Beat Goes On (1979), che raggiunse il trentesimo posto delle classifiche inglesi.

### 1979-1985
Pochi mesi dopo, nel 1979, Harris, Forbes e Hynde riformarono i Rezillos, che cambiarono rapidamente nome in Revillos (Ali Paterson, Jo Callis e Simon Templar avevano intanto formare gli Shake). La formazione rinnovata comprendeva anche il batterista Nicky Forbes, il bassista Felix e le coriste e ballerine Go-go Cherie e Babs/The Revettes. Nel 1979 la band registrò due singoli, Where's the Boy for Me? e Motorbike Beat, pubblicati per la Snatzo/Dindisc, una filiale della Virgin. A metà del 1979, Harris lasciò la band e fu sostituito dal chitarrista diciassettenne Kid Krupa, che partecipo alle sessioni dell'album Rev Up (1980). Poco più tardi, Felix e Babs furono rimpiazzate da Vince Spik e Drax. La band scozzese firmò un contratto con la Superville e pubblicò il singolo She's Fallen in Love with a Monster Man (1981) e l'album Attack! (1983). Dopo aver preso parte a una serie di concerti autofinanziati negli Stati Uniti, il gruppo si scisse una seconda volta nel 1985.

### 1994, 1996
I Revillos ritornarono alla ribalta nel 1994 con nuovi musicisti (il chitarrista Kid Krupa e il bassista Mekon) e tennero diversi concerti in Giappone testimoniati nel disco Live & On Fire in Japan (1995). Due anni più tardi, grazie al rinnovato interesse per la formazione scozzese, i Revillos fecero anche alcune tappe live oltremanica durante il 1996. Nel medesimo anno uscì la compilation From the Freezer.

### 2001 - oggi
Dopo uno iato durato alcuni anni, la band si formò ancora una volta riadottando l'originaria sigla Rezillos. Questa volta, l'organico era composto da Sheila Hynde, Alan Forbes, Jo Callis e Alasdair Paterson. Dopo essere passati alla Captain Oi!, i Rezillos pubblicarono brani inediti come Jungle of Eyes (2003). Nel novembre 2011, la band ricevette il Tartan Clef Award. Nel 2015 uscì l'album Zero. Oggi i Rezillos partecipano a diversi concerti nel Regno Unito e all'estero.

## Formazione

### Formazione attuale
- Eugene Reynolds
- Fay Fife
- Angel Paterson
- Chris Agnew
- Jim Brady

### Ex componenti
- Jo Callis
- Dr D.K. Smythe
- William Mysterious
- Hi-Fi Harris
- Gayle Warning
- Simon Templar
- Johnny Terminator
- Rocky Rhythm
- Kid Krupa
- Felix
- Vince Santini
- Max Atom
- Fabian Wonderful
- Buck Moon

## Discografia

### Come The Rezillos

#### Album in studio
- 1978 – Can't Stand the Rezillos
- 2015 – Zero

#### Singoli ed EP
- 1977 – I Can't Stand My Baby
- 1977 – (My Baby Does) Good Sculptures
- 1978 – Top of the Pops
- 1978 – Destination Venus
- 1979 – Cold Wars
- 1979 – I Wanna Be Your Man/I Can't Stand My Baby
- 2009 – No 1 Boy
- 2011 – Out of This World
- 2012 – Top of the Pops

#### Album dal vivo
- 1979 – Mission Accomplished ... But the Beat Goes On

#### Antologie
- 1993 – Can't Stand The Rezillos: The (Almost) Complete Rezillos

### Come The Revillos

#### Album in studio
- 1980 – Rev Up
- 1982 – Attack!

#### Singoli ed EP
- 1979 – Where's the Boy for Me?
- 1980 – Motor Bike Beat
- 1980 – Scuba Scuba
- 1980 – Hungry for Love
- 1981 – She's Fallen in Love with a Monster Man
- 1981 – Bongo Brain
- 1981 – Santa Claus Is Comin' to Town!
- 1982 – Tell Him
- 1983 – Bitten by a Love Bug
- 1984 – Midnight
- 1994 – Yeah Yeah
- 1996 – Jack the Ripper
- 1998 – 4 track E.P.

#### Album dal vivo
- 1994 – Live and on Fire in Japan
- 1998 – Totally Alive

#### Antologie
- 1995 – Attack of the Giant Revillos
- 1996 – From the Freezer
- 2003 – Jungle of Eyes